# یوپ سوبانگ یایا
یوپ سوبانگ یایا (به لاتین: UEP Subang Jaya) یک منطقهٔ مسکونی در مالزی است که در سلانگور واقع شده‌است.